# نيكولا ديشان
نيكولا ديشان هو لاعب هوكي الجليد كندي، ولد في 6 يناير 1990 في مونتريال في كندا.

## وصلات خارجية
- نيكولا ديشان على موقع دوري الهوكي الوطني (الإنجليزية)
- نيكولا ديشان على موقع EliteProspects.com (الإنجليزية)
- نيكولا ديشان على موقع Eurohockey.com (الإنجليزية)
- نيكولا ديشان على موقع HockeyDB.com (الإنجليزية)
- نيكولا ديشان على موقع Hockey-Reference.com (الإنجليزية)